# Melnica
Melnica es un pueblo ubicado en la municipalidad de Petrovac, en el distrito de Braničevo, Serbia.

## Superficie
Posee una superficie de 41,59 kilómetros cuadrados.

## Demografía
Hasta 2011 la población era de 799 habitantes, con una densidad de población de 19,21 habitantes por kilómetro cuadrado.